# ユーミン万歳!
『ユーミン万歳!』（ユーミンばんざい!）は、松任谷由実（ユーミン）のベスト・アルバム。2022年10月4日にユニバーサルミュージック内のレーベル・EMI RecordsよりCDでリリースされた。2024年6月23日にはアナログボックスの発売。

## 概要
- デビュー50周年を記念して企画されたオールタイム・ベストアルバム。
- 今作は『民放ラジオ99局“スピーカーでラジオを聴こう”キャンペーンWE LOVE RADIO松任谷由実 50th ANNIVERSARY～日本中、ユーミンに包まれたなら～』の企画として開催された「ユーミンリクエストWEEK」に寄せられたリスナーからのリクエスト曲と、それに紐づく約2万通のエピソードを元に、全国のラジオスタッフ、松任谷由実自身が選考し、厳選された50曲とスペシャル・トラック1曲を加えた全51曲が収録された。また、募集した中から、採用された50曲分のエピソードが本作のブックレットに掲載されている[13]。
- 収録楽曲は、ミックスエンジニアのGOH HOTODAがオリジナルマルチよりリミックス＆リマスタリング、一部の曲はプロデューサーの松任谷正隆がオリジナルマルチまで遡りエディットを施した。
- 今作では“50年の時を超えて”をテーマに、現在の松任谷由実と、最新のAIで再現された荒井由実のボーカルとの初のデュエットが、新曲「Call me back」において実現された。このAIによる歌声の再現は東映ツークン研究所からの受託研究により東京大学大学院情報 理工学系研究科 猿渡・小山研究室の助教である高道慎之介の研究チームと共同で開発され、AIを用いた楽曲制作はユーミン史上初となる試みである[14][15]。
- 初回限定盤のみ、特典映像として、AIで再現した荒井由実と松任谷由実の初の対談「荒井由実×松任谷由実 ダイアローグ」のほか、新曲「Call me back」のミュージックビデオが収録されている。
- 本作の発売にあわせ、ユーミンは「想像さえしなかった50年。振り返ればあっという間の半世紀。変わりゆく世界の中で、変わらない思い出を、私の歌を愛してくれた皆んなと、分かち合いたかったのです。」とコメントを発表した[16]。
- 発売から約2年後には、CDに未収録であった7曲をボーナスディスクに収録した完全限定盤アナログボックスの発売が決定した[12]。

## 記録

### オリコンアルバムチャート
- 2022年10月17日付週間チャート（発売初週）
  - 週間ランキングで190,859枚を売り上げ、初登場1位を記録。初週売上19.1万枚は2022年度ソロアーティスト最高初週売上となった[注 1]。 2018年4月23日付での『ユーミンからの、恋のうた。』以来、通算25作目のアルバム1位獲得となり、自身が持つソロアーティストによる「週間アルバムランキング通算1位獲得作品数」歴代1位記録を自己更新した。また、松任谷由実は本作で68歳9ヵ月での1位獲得となり、「アルバム1位獲得最年長アーティスト」記録において、歴代で2位[注 2]、女性アーティストとして歴代1位となった[注 3]。そして、オリコン史上初となる「1970年代、1980年代、1990年代、2000年代、2010年代、2020年代」の6年代連続で「アルバム」1位獲得。桑田佳祐、山下達郎（両者はともに1980・1990・2000・2010・2020年代）と自身が保持していた記録を塗り替えた。さらに、矢沢永吉、竹内まりや、桑田佳祐、山下達郎に次ぎ史上5組目となる「昭和・平成・令和」の3時代での「アルバム」1位獲得も達成した[17]。
  - 週間デジタルランキングでも7,729DLを獲得し、同じく初登場1位を記録。これにより、2018年10月22日付の『日本の恋と、ユーミンと。』以来、4年ぶり、自身通算2作目のデジタルアルバム1位獲得となった。また、自身初となる「週間アルバムランキング」、「週間デジタルアルバムランキング」での同時1位を記録した[18]。
  - 週間合算ランキング[注 4]においても203,592PT[注 5]を獲得し、同様に初登場1位を記録した。2018年12月24日付からスタートした「オリコン週間合算アルバムランキング」において、自身初の1位獲得となった[19]。

これらの記録に松任谷は、「まずは、ユーミンの歌、ユーミンの音楽を愛してくださった方々に、本当に感謝しています。そして、ユーミンの仕事に携わってくれた、たくさんのスタッフ、それからサポートしてくれたミュージシャンたち、そして、それを皆さんに届けてくれたメディアの方々、心から感謝しています。それなくしてはここに居ません」と、ファンだけでなく、これまで関わってきた多くの人たちに感謝を伝えた。続いて、長きにわたり愛され続けた音楽を生み出し続けてきたことについて、「今回の6年代1位というのは、長きに渡ってのひとつの証明にはなる、と思って誇りに思っています。前人未踏の記録というものは、とてもうれしいものなんですけど、うれしさ2割、後は、人生って儚い、という切ない気持ちが今、心を占めています。だからこそ、輝きたいと思ってやってきました。振り返ると、つくづく多作だったと思います。多作であるということは、アーティストにとって大事な要素のひとつだと思っています。いろいろな角度で、世の中を切り取るっていうことが、やはりたくさん、作品を出すことで出来てきたんじゃないかと思っています。作品の内容だけではなく、ジャーナルな視点というのも含まれて、ここまでやってきたと思っています」と自身の音楽活動を振り返った
。
- 2022年10月24日付週間チャート（発売第2週）
  - 週間ランキングにおいて67,698枚を売り上げ、初登場1位を記録した前週に続き2週連続1位を達成。ユーミンが2週連続アルバム1位を獲得するのは、2001年11月26日付、12月3日付での『sweet,bitter sweet〜YUMING BALLAD BEST』以来、20年11ヵ月ぶりとなる[注 6] [1]。
  - 週間デジタルランキングでも4,468DLを獲得し、同様に2週連続1位を達成。
  - 週間合算ランキングでも77,305PT[注 7]を獲得し、同様に2週連続1位を達成。

これにより「週間アルバムランキング」、「週間デジタルアルバムランキング」、「週間合算アルバムランキング」における2週連続の「オリコン音楽ランキング」3冠を達成した。2018年12月24日付からスタートした「オリコン週間合算アルバムランキング」において、2週連続の合算アルバム1位獲得は女性アーティスト史上初、アーティスト全体では史上8組目となる。
- 2022年10月31日付週間チャート（発売第3週）
  - 週間ランキングでは43,520枚を売り上げ2位を記録。惜しくも、1位となったLE SSERAFIMの『ANTIFRAGILE』の売り上げ43,744枚と僅か224枚差での2位となった[22]。1位を獲得していれば、3週連続1位獲得となり、1976年発売の『YUMING BRAND』以来、実に46年ぶりの記録達成となるところであった。

### Billboard JAPAN chart
10月26日公開（集計期間：2022年10月17日～10月23日）のBillboard JAPAN Download Albumsでは、2,097DLを達成し、3週連続となる首位を獲得した。

## 収録曲
CD
| 全作詞・作曲: 松任谷由実（※特記以外）、全編曲: 松任谷正隆。 |                                             |                         |                         |      |
| #                                                           | タイトル                                    | 作詞                    | 作曲・編曲              | 時間 |
| 1.                                                          | 「真夏の夜の夢」                            | 松任谷由実（※特記以外） | 松任谷由実（※特記以外） | 5:03 |
| 2.                                                          | 「中央フリーウェイ」(※作詞・作曲: 荒井由実) | 松任谷由実（※特記以外） | 松任谷由実（※特記以外） | 3:40 |
| 3.                                                          | 「ダンデライオン〜遅咲きのたんぽぽ」        | 松任谷由実（※特記以外） | 松任谷由実（※特記以外） | 4:23 |
| 4.                                                          | 「ひこうき雲」(※作詞・作曲: 荒井由実)       | 松任谷由実（※特記以外） | 松任谷由実（※特記以外） | 3:25 |
| 5.                                                          | 「緑の街に舞い降りて」                      | 松任谷由実（※特記以外） | 松任谷由実（※特記以外） | 4:39 |
| 6.                                                          | 「青春のリグレット」                        | 松任谷由実（※特記以外） | 松任谷由実（※特記以外） | 3:56 |
| 7.                                                          | 「DOWNTOWN BOY」                            | 松任谷由実（※特記以外） | 松任谷由実（※特記以外） | 4:01 |
| 8.                                                          | 「瞳を閉じて」(※作詞・作曲: 荒井由実)       | 松任谷由実（※特記以外） | 松任谷由実（※特記以外） | 3:12 |
| 9.                                                          | 「卒業写真」(※作詞・作曲: 荒井由実)         | 松任谷由実（※特記以外） | 松任谷由実（※特記以外） | 4:14 |
| 10.                                                         | 「最後の春休み」                            | 松任谷由実（※特記以外） | 松任谷由実（※特記以外） | 4:42 |
| 11.                                                         | 「リフレインが叫んでる」                    | 松任谷由実（※特記以外） | 松任谷由実（※特記以外） | 4:20 |
| 12.                                                         | 「よそゆき顔で」                            | 松任谷由実（※特記以外） | 松任谷由実（※特記以外） | 4:27 |
| 13.                                                         | 「輪舞曲 (ロンド)」                         | 松任谷由実（※特記以外） | 松任谷由実（※特記以外） | 4:38 |
| 14.                                                         | 「サーフ天国、スキー天国」                  | 松任谷由実（※特記以外） | 松任谷由実（※特記以外） | 4:50 |
| 15.                                                         | 「海を見ていた午後」(※作詞・作曲: 荒井由実) | 松任谷由実（※特記以外） | 松任谷由実（※特記以外） | 4:06 |
| 16.                                                         | 「情熱に届かない〜Don't Let Me Go」         | 松任谷由実（※特記以外） | 松任谷由実（※特記以外） | 4:40 |
| 17.                                                         | 「カンナ8号線」                             | 松任谷由実（※特記以外） | 松任谷由実（※特記以外） | 4:49 |
| 合計時間:                                                   | 合計時間:                                   | 73:05                   |                         |      |

| 全作詞・作曲: 松任谷由実（※特記以外）、全編曲: 松任谷正隆。 |                                                                    |                         |                         |      |
| #                                                           | タイトル                                                           | 作詞                    | 作曲・編曲              | 時間 |
| 1.                                                          | 「Hello, my friend」                                               | 松任谷由実（※特記以外） | 松任谷由実（※特記以外） | 4:27 |
| 2.                                                          | 「やさしさに包まれたなら（album version）」(※作詞・作曲: 荒井由実) | 松任谷由実（※特記以外） | 松任谷由実（※特記以外） | 3:12 |
| 3.                                                          | 「5cmの向う岸」                                                    | 松任谷由実（※特記以外） | 松任谷由実（※特記以外） | 6:21 |
| 4.                                                          | 「ダイアモンドダストが消えぬまに」                                 | 松任谷由実（※特記以外） | 松任谷由実（※特記以外） | 4:38 |
| 5.                                                          | 「恋人がサンタクロース」                                           | 松任谷由実（※特記以外） | 松任谷由実（※特記以外） | 5:05 |
| 6.                                                          | 「WANDERERS」                                                      | 松任谷由実（※特記以外） | 松任谷由実（※特記以外） | 4:24 |
| 7.                                                          | 「シンデレラ・エクスプレス」                                       | 松任谷由実（※特記以外） | 松任谷由実（※特記以外） | 3:48 |
| 8.                                                          | 「ノーサイド」                                                     | 松任谷由実（※特記以外） | 松任谷由実（※特記以外） | 4:44 |
| 9.                                                          | 「ダンスのように抱き寄せたい」                                     | 松任谷由実（※特記以外） | 松任谷由実（※特記以外） | 4:59 |
| 10.                                                         | 「DESTINY」                                                        | 松任谷由実（※特記以外） | 松任谷由実（※特記以外） | 4:39 |
| 11.                                                         | 「満月のフォーチュン」                                             | 松任谷由実（※特記以外） | 松任谷由実（※特記以外） | 4:43 |
| 12.                                                         | 「消灯飛行」                                                       | 松任谷由実（※特記以外） | 松任谷由実（※特記以外） | 4:05 |
| 13.                                                         | 「ホライズンを追いかけて〜L'aventure au désert」                   | 松任谷由実（※特記以外） | 松任谷由実（※特記以外） | 4:03 |
| 14.                                                         | 「星空の誘惑」                                                     | 松任谷由実（※特記以外） | 松任谷由実（※特記以外） | 4:50 |
| 15.                                                         | 「セシルの週末」                                                   | 松任谷由実（※特記以外） | 松任谷由実（※特記以外） | 5:25 |
| 16.                                                         | 「花紀行」(※作詞・作曲: 荒井由実)                                  | 松任谷由実（※特記以外） | 松任谷由実（※特記以外） | 2:50 |
| 17.                                                         | 「春よ、来い」                                                     | 松任谷由実（※特記以外） | 松任谷由実（※特記以外） | 4:46 |
| 合計時間:                                                   | 合計時間:                                                          | 76:59                   |                         |      |

| 全作詞・作曲: 松任谷由実（※特記以外）、全編曲: 松任谷正隆。 |                                                              |                         |                         |      |
| #                                                           | タイトル                                                     | 作詞                    | 作曲・編曲              | 時間 |
| 1.                                                          | 「Valentine's RADIO」                                        | 松任谷由実（※特記以外） | 松任谷由実（※特記以外） | 4:59 |
| 2.                                                          | 「真珠のピアス」                                             | 松任谷由実（※特記以外） | 松任谷由実（※特記以外） | 5:43 |
| 3.                                                          | 「翳りゆく部屋」(※作詞・作曲: 荒井由実)                      | 松任谷由実（※特記以外） | 松任谷由実（※特記以外） | 4:48 |
| 4.                                                          | 「SWEET DREAMS」                                             | 松任谷由実（※特記以外） | 松任谷由実（※特記以外） | 4:04 |
| 5.                                                          | 「潮風にちぎれて」                                           | 松任谷由実（※特記以外） | 松任谷由実（※特記以外） | 4:10 |
| 6.                                                          | 「Forgiveness」                                              | 松任谷由実（※特記以外） | 松任谷由実（※特記以外） | 4:39 |
| 7.                                                          | 「冬の終り」                                                 | 松任谷由実（※特記以外） | 松任谷由実（※特記以外） | 4:33 |
| 8.                                                          | 「あの日にかえりたい」(※作詞・作曲: 荒井由実)                | 松任谷由実（※特記以外） | 松任谷由実（※特記以外） | 3:42 |
| 9.                                                          | 「ルージュの伝言」(※作詞・作曲: 荒井由実)                    | 松任谷由実（※特記以外） | 松任谷由実（※特記以外） | 3:03 |
| 10.                                                         | 「埠頭を渡る風」                                             | 松任谷由実（※特記以外） | 松任谷由実（※特記以外） | 4:41 |
| 11.                                                         | 「ベルベット・イースター」                                   | 松任谷由実（※特記以外） | 松任谷由実（※特記以外） | 3:44 |
| 12.                                                         | 「VOYAGER〜日付のない墓標〜」                                | 松任谷由実（※特記以外） | 松任谷由実（※特記以外） | 4:05 |
| 13.                                                         | 「守ってあげたい」                                           | 松任谷由実（※特記以外） | 松任谷由実（※特記以外） | 4:28 |
| 14.                                                         | 「宇宙図書館」                                               | 松任谷由実（※特記以外） | 松任谷由実（※特記以外） | 4:05 |
| 15.                                                         | 「ANNIVERSARY」                                              | 松任谷由実（※特記以外） | 松任谷由実（※特記以外） | 4:53 |
| 16.                                                         | 「青いエアメイル」                                           | 松任谷由実（※特記以外） | 松任谷由実（※特記以外） | 4:23 |
| 17.                                                         | 「Call me back / 松任谷由実 with 荒井由実」(※作曲: 呉田軽穂) | 松任谷由実（※特記以外） | 松任谷由実（※特記以外） | 3:45 |
| 合計時間:                                                   | 合計時間:                                                    | 73:45                   |                         |      |

Blu-ray（初回限定盤）
| #         | タイトル                             | 作詞  | 作曲・編曲 | 時間 |
| --------- | ------------------------------------ | ----- | ---------- | ---- |
| 1.        | 「Call me back」(Music Video)        |       |            | 4:23 |
| 2.        | 「荒井由実×松任谷由実 ダイアローグ」 |       |            | 8:36 |
| 合計時間: | 合計時間:                            | 12:59 |            |      |

LP（クリア・レッド・ヴァイナル）
| #         | タイトル                             | 作詞  | 作曲・編曲 | 時間 |
| --------- | ------------------------------------ | ----- | ---------- | ---- |
| 1.        | 「真夏の夜の夢」                     |       |            | 5:03 |
| 2.        | 「埠頭を渡る風」                     |       |            | 4:41 |
| 3.        | 「ダンデライオン〜遅咲きのたんぽぽ」 |       |            | 4:23 |
| 4.        | 「緑の街に舞い降りて」               |       |            | 4:39 |
| 5.        | 「ひこうき雲」                       |       |            | 3:25 |
| 合計時間: | 合計時間:                            | 22:11 |            |      |

| #         | タイトル             | 作詞  | 作曲・編曲 | 時間 |
| --------- | -------------------- | ----- | ---------- | ---- |
| 1.        | 「青春のリグレット」 |       |            | 3:56 |
| 2.        | 「DOWNTOWN BOY」     |       |            | 4:01 |
| 3.        | 「5cmの向う岸」      |       |            | 6:21 |
| 4.        | 「瞳を閉じて」       |       |            | 3:12 |
| 5.        | 「最後の春休み」     |       |            | 4:42 |
| 合計時間: | 合計時間:            | 22:12 |            |      |

| #         | タイトル                   | 作詞  | 作曲・編曲 | 時間 |
| --------- | -------------------------- | ----- | ---------- | ---- |
| 1.        | 「輪舞曲 (ロンド)」        |       |            | 4:38 |
| 2.        | 「リフレインが叫んでる」   |       |            | 4:20 |
| 3.        | 「サーフ天国、スキー天国」 |       |            | 4:50 |
| 4.        | 「よそゆき顔で」           |       |            | 4:27 |
| 5.        | 「海を見ていた午後」       |       |            | 4:06 |
| 合計時間: | 合計時間:                  | 22:21 |            |      |

| #         | タイトル                                    | 作詞  | 作曲・編曲 | 時間 |
| --------- | ------------------------------------------- | ----- | ---------- | ---- |
| 1.        | 「情熱に届かない～Don't Let Me Go」         |       |            | 4:40 |
| 2.        | 「カンナ8号線」                             |       |            | 4:49 |
| 3.        | 「Hello, my friend」                        |       |            | 4:27 |
| 4.        | 「やさしさに包まれたなら（album version）」 |       |            | 3:12 |
| 5.        | 「卒業写真」                                |       |            | 4:14 |
| 合計時間: | 合計時間:                                   | 21:22 |            |      |

| #         | タイトル                           | 作詞  | 作曲・編曲 | 時間 |
| --------- | ---------------------------------- | ----- | ---------- | ---- |
| 1.        | 「ダイアモンドダストが消えぬまに」 |       |            | 4:38 |
| 2.        | 「恋人がサンタクロース」           |       |            | 5:05 |
| 3.        | 「WANDERERS」                      |       |            | 4:24 |
| 4.        | 「シンデレラ・エクスプレス」       |       |            | 3:48 |
| 5.        | 「ノーサイド」                     |       |            | 4:44 |
| 合計時間: | 合計時間:                          | 22:39 |            |      |

| #         | タイトル                                         | 作詞  | 作曲・編曲 | 時間 |
| --------- | ------------------------------------------------ | ----- | ---------- | ---- |
| 1.        | 「DESTINY」                                      |       |            | 4:39 |
| 2.        | 「満月のフォーチュン」                           |       |            | 4:43 |
| 3.        | 「ホライズンを追いかけて～L'aventure au desert」 |       |            | 4:03 |
| 4.        | 「ダンスのように抱き寄せたい」                   |       |            | 4:59 |
| 5.        | 「消灯飛行」                                     |       |            | 4:05 |
| 合計時間: | 合計時間:                                        | 22:29 |            |      |

| #         | タイトル              | 作詞  | 作曲・編曲 | 時間 |
| --------- | --------------------- | ----- | ---------- | ---- |
| 1.        | 「Valentine's RADIO」 |       |            | 4:59 |
| 2.        | 「星空の誘惑」        |       |            | 4:50 |
| 3.        | 「セシルの週末」      |       |            | 5:25 |
| 4.        | 「春よ、来い」        |       |            | 4:46 |
| 5.        | 「花紀行」            |       |            | 2:50 |
| 合計時間: | 合計時間:             | 22:50 |            |      |

| #         | タイトル           | 作詞  | 作曲・編曲 | 時間 |
| --------- | ------------------ | ----- | ---------- | ---- |
| 1.        | 「守ってあげたい」 |       |            | 4:28 |
| 2.        | 「翳りゆく部屋」   |       |            | 4:48 |
| 3.        | 「SWEET DREAMS」   |       |            | 4:04 |
| 4.        | 「潮風にちぎれて」 |       |            | 4:10 |
| 5.        | 「Forgiveness」    |       |            | 4:39 |
| 合計時間: | 合計時間:          | 22:09 |            |      |

| #         | タイトル                      | 作詞  | 作曲・編曲 | 時間 |
| --------- | ----------------------------- | ----- | ---------- | ---- |
| 1.        | 「中央フリーウェイ」          |       |            | 3:40 |
| 2.        | 「VOYAGER～日付のない墓標～」 |       |            | 4:05 |
| 3.        | 「ルージュの伝言」            |       |            | 3:03 |
| 4.        | 「ベルベット・イースター」    |       |            | 3:44 |
| 5.        | 「冬の終り」                  |       |            | 4:33 |
| 6.        | 「あの日にかえりたい」        |       |            | 3:42 |
| 合計時間: | 合計時間:                     | 22:47 |            |      |

| #         | タイトル           | 作詞  | 作曲・編曲 | 時間 |
| --------- | ------------------ | ----- | ---------- | ---- |
| 1.        | 「真珠のピアス」   |       |            | 5:43 |
| 2.        | 「宇宙図書館」     |       |            | 4:05 |
| 3.        | 「ANNIVERSARY」    |       |            | 4:53 |
| 4.        | 「青いエアメイル」 |       |            | 4:23 |
| 合計時間: | 合計時間:          | 19:04 |            |      |

| #         | タイトル                                                    | 作詞 | 作曲・編曲 | 時間 |
| --------- | ----------------------------------------------------------- | ---- | ---------- | ---- |
| 1.        | 「ダイアモンドダストが消えぬまに（GOH HOTODA 2024 remix）」 |      |            |      |
| 2.        | 「BLIZZARD」                                                |      |            |      |
| 3.        | 「Call me back」                                            |      |            | 3:45 |
| 4.        | 「14番目の月」                                              |      |            |      |
| 合計時間: | 合計時間:                                                   | 3:45 |            |      |

| #         | タイトル           | 作詞 | 作曲・編曲 |
| --------- | ------------------ | ---- | ---------- |
| 1.        | 「COBALT HOUR」    |      |            |
| 2.        | 「少しだけ片想い」 |      |            |
| 3.        | 「12月の雨」       |      |            |
| 4.        | 「Autumn Park」    |      |            |
| 合計時間: | 合計時間:          | 0:00 |            |

### 楽曲解説

#### Disc1
1. 真夏の夜の夢
24thシングル、25thアルバム「U-miz」より。
2. 中央フリーウェイ
4thアルバム「14番目の月」より。
3. ダンデライオン〜遅咲きのたんぽぽ
19thシングル、15thアルバム「VOYAGER」より。
4. ひこうき雲
2ndシングルc/w、1stアルバム「ひこうき雲」より。
5. 緑の町に舞い降りて
8thアルバム「悲しいほどお天気」より。
6. 青春のリグレット
17thアルバム「DA・DI・DA」より。
7. DOWNTOWN BOY
16thアルバム「NO SIDE」より。
8. 瞳を閉じて
4thシングルc/w、2ndアルバム「MISSLIM」より。
9. 卒業写真
3rdアルバム「COBALT HOUR」より。
10. 最後の春休み
7thアルバム「OLIVE」より。
11. リフレインが叫んでる
20thアルバム「Delight Slight Light KISS」より。
12. よそゆき顔で
14thシングルc/w、9thアルバム「時のないホテル」より。
13. 輪舞曲 (ロンド)
27thシングル、27thアルバム「KATHMANDU」より。
14. サーフ天国、スキー天国
10thアルバム「SURF&SNOW」より。
15. 海を見ていた午後
2ndアルバム「MISSLIM」より。
16. 情熱に届かない〜Don't Let Me Go
23rdアルバム「DAWN PURPLE」より。
ベスト・アルバム初収録
17. カンナ8号線
12thアルバム「昨晩お会いしましょう」より。

#### Disc2
1. Hello, my friend
25thシングル、26thアルバム「THE DANCING SUN」より。
2. やさしさに包まれたなら（album version）
3rdシングル、2ndアルバム「MISSLIM」より。
3. 5cmの向う岸
9thアルバム「時のないホテル」より。
ベスト・アルバム初収録
4. ダイアモンドダストが消えぬまに
19thアルバム「ダイアモンドダストが消えぬまに」より。
5. 恋人がサンタクロース
10thアルバム「SURF&SNOW」より。
6. WANDERERS
21stアルバム「LOVE WARS」より。
7. シンデレラ・エクスプレス
17thアルバム「DA・DI・DA」より。
8. ノーサイド
16thアルバム「NO SIDE」より。
9. ダンスのように抱き寄せたい
40thシングル、36thアルバム「Road Show」より。
10. DESTINY
8thアルバム「悲しいほどお天気」より。
11. 満月のフォーチュン
22ndアルバム「天国のドア」より。
12. 消灯飛行
8thシングルc/w
ベスト・アルバム（CD）初収録
13. ホライズンを追いかけて〜L'aventure au désert
18thアルバム「ALARM à la mode」より。
ベスト・アルバム初収録
14. 星空の誘惑
14thアルバム「REINCARNATION」より。
ベスト・アルバム初収録
15. セシルの週末
9thアルバム「時のないホテル」より。
16. 花紀行
3rdアルバム「COBALT HOUR」より。
17. 春よ、来い
26thシングル、26thアルバム「THE DANCING SUN」より。

#### Disc3
1. Valentine's RADIO
21stアルバム「LOVE WARS」より。
2. 真珠のピアス
13thアルバム「PEARL PIERCE」より。
3. 翳りゆく部屋
7thシングル
4. SWEET DREAMS
22ndシングル、19thアルバム「ダイアモンドダストが消えぬまに」より。
5. 潮風にちぎれて
8thシングル
6. Forgiveness
34thアルバム「A GIRL IN SUMMER」より。
7. 冬の終り
24thアルバム「TEARS AND REASONS」より。
8. あの日にかえりたい
6thシングル
9. ルージュの伝言
5thシングル、3rdアルバム「COBALT HOUR」より。
10. 埠頭を渡る風
12thシングル、6thアルバム「流線形'80」より。
11. ベルベット・イースター
7thシングルc/w、1stアルバム「ひこうき雲」より。
12. VOYAGER〜日付のない墓標〜
20thシングル
13. 守ってあげたい
17thシングル、12thアルバム「昨晩お会いしましょう」より。
14. 宇宙図書館
38thアルバム「宇宙図書館」より。
ベスト・アルバム初収録
15. ANNIVERSARY
23rdシングル、21stアルバム「LOVE WARS」より。
16. 青いエアメイル
7thアルバム「OLIVE」より。
17. Call me back / 松任谷由実 with 荒井由実
(作曲：呉田軽穂)
「Takara Leben」CM曲
1982年に呉田軽穂名義で白石まるみに提供した「恋人がいても」に、別の詞を当てはめたもの。

#### アナログボックス 収録曲
1. ダイアモンドダストが消えぬまに（GOH HOTODA 2024 remix）
19thアルバム「ダイアモンドダストが消えぬまに」より。GO HOTODAによる2024年リミックスバージョン。
2. BLIZZARD
16thアルバム「NO SIDE」より。
3. 14番目の月
4thアルバム「14番目の月」より。
4. COBALT HOUR
3rdアルバム「COBALT HOUR」より。
5. 少しだけ片想い
6thシングルc/w、3rdアルバム「COBALT HOUR」より。
6. 12月の雨
4thシングル、2ndアルバム「MISSLIM」より。
7. Autumn Park
18thアルバム「ALARM à la mode」より。

### 初回特典Blu-ray / DVD
1. 「Call me back」Music Video
2. 荒井由実×松任谷由実 ダイアローグ

## 参加ミュージシャン
Call me back
- 林立夫：Drums
- 高水健司：Bass
- 松原正樹：Electric Guitars
- 松任谷正隆：Keyboards
- 斉藤ノヴ：Percussion
- 大井貴司：Vibraphone
- 日色純一、松原幸広、中西俊博、荻野照子、木全利行、草野玲子、山口裕之、長澤正康、大松八路、広瀬裕美子：Violin
- 中竹英昭、橋本顕一：Viola
- 前田昌利、阿部雅士：Cello

その他楽曲のミュージシャンの記載なし。オリジナルアルバムを参照。